# Wolfgang Kundt

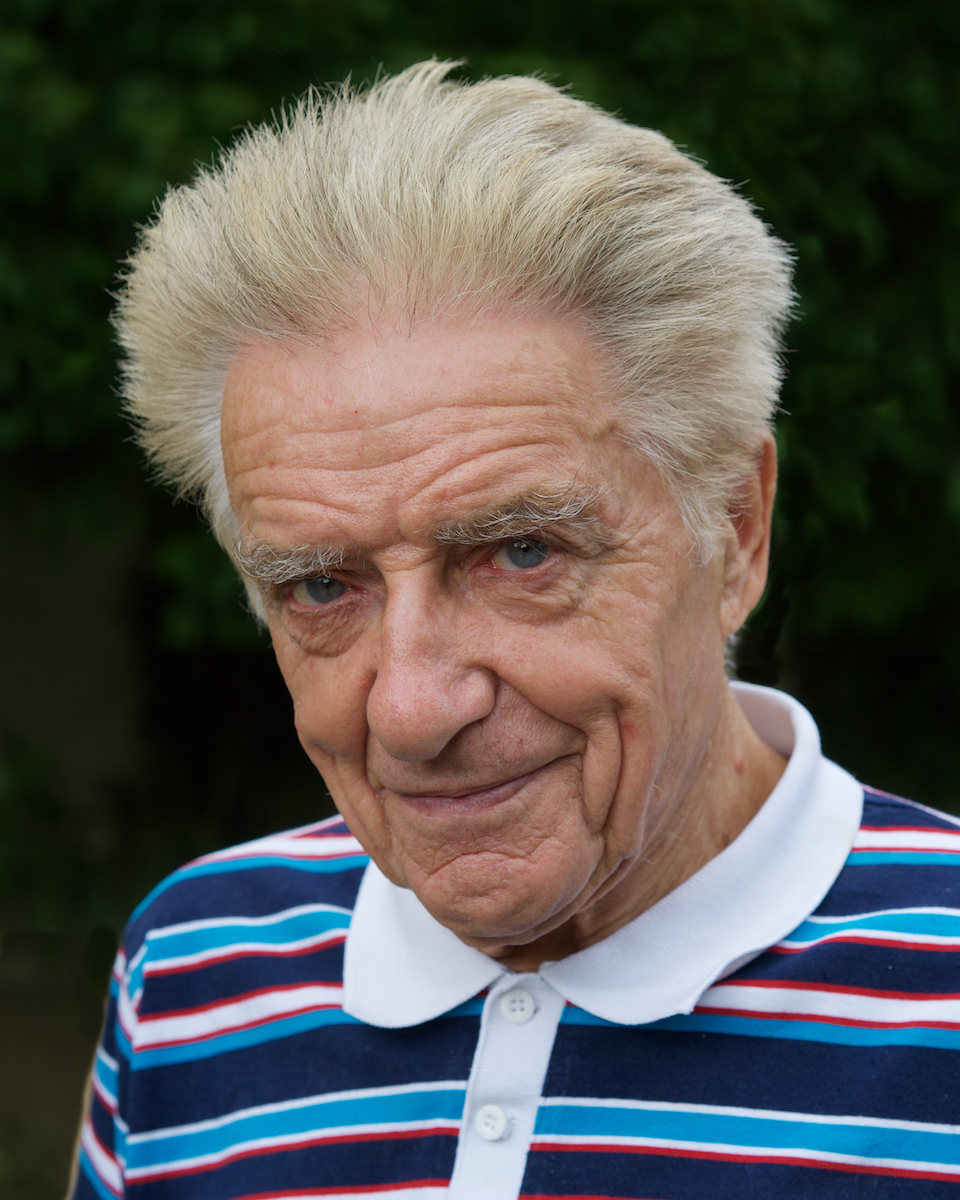
Wolfgang Kundt im Jahr 2017

Wolfgang Kundt (* 3. Juni 1931 in Hamburg) ist ein deutscher Astrophysiker.
Er studierte in Hamburg bei Pascual Jordan Theoretische Physik (Diplom 1956) mit Schwerpunkt Allgemeine Relativitätstheorie (ART). 1959 wurde er bei Pascual Jordan promoviert, gleichzeitig mit Jürgen Ehlers und Engelbert Schücking mit gemeinsamen Publikationen im Rahmen des Hamburger Jordan-Seminars zur ART. 1965 habilitierte er sich in Hamburg über „Kanonische Quantisierung eichinvarianter Feldtheorien“, war danach Dozent und ab 1971 wissenschaftlicher Rat und Professor in Hamburg. Seit 1977 war er (inzwischen emeritierter) Professor an der Rheinischen Friedrich-Wilhelms-Universität in Bonn, wohin ihn Wolfgang Priester berief.
Kundt war als Gastwissenschaftler an den folgenden Universitäten und Forschungsinstituten tätig: in Syracuse (N.Y.,1959), Pittsburgh (Pa.,1966), CERN (1972), Bielefeld (1973), Kiel(1974), Hamburg (1975–76), Kyoto (Japan, 1978), Boston (1986), Bangalore (1987), Linz (1999), Hsinchu (Taiwan, 2002), Maribor (Slowenien, 2004), Rio de Janeiro (2008, 2010, 2012), Buenos Aires (2012), und Gonder (Äthiopien, 2015).
In den Jahren 1969–1979 war er nebenher tätig als Leiter des Himmelsmechanik-Experiments (E11) am deutsch-amerikanischen Raumsondenprojekt HELIOS; wobei E11 aus technischen Gründen vorzeitig geopfert werden musste, zugunsten der zehn aktiven Experimente an Bord.
Seit 1984 leitete er des Weiteren Erice-Kurse zu Neutronensternen, Aktiven Galaktischen Kernen und Jets in Galaxien.
Er hatte neben Jordan und Ehlers unter anderem wissenschaftliche Kontakte zu (in historischer Reihenfolge): Klaus Hasselmann, Wolfgang Pauli, Roger Penrose, Peter Bergmann, Thomas Gold, John A. Wheeler, Felix Pirani, Brandon Carter, Hermann Bondi, Rolf Hagedorn, Nigel Holloway, Nino Zichichi, Peter Scheuer, Richard Feynman, Malvin Ruderman, Philip Morrison, David Layzer, Zdenek Kopal, John Maddox, und Paul Dirac.
Dabei wanderten seine wissenschaftlichen Arbeitsgebiete von den Gravitationswellen (der ART) zu den Neutronensternen, Schwarzen Löchern und Akkretionsscheiben, den astrophysikalischen Jets, den Supernova-Explosionen und Gamma-Strahl-Blitzen, dazu auch zur terrestrischen Plattentektonik, zur Tunguska-Katastrophe (1908) und zum (osmotisch gepumpten) Wasserkreislauf der Pflanzen. Bei diesen weit gestreuten Themen entwickelte er ähnlich wie sein Lehrer Jordan oder der ebenfalls dafür bekannte Thomas Gold oft „alternative“ Interpretationen, die sich vor allem in seinen über 300 Publikationen niederschlugen, darunter ein Beitrag mit dem Titel "The Gold Effect: Odyssey of Scientific Research" (1988) sowie die beiden Bücher "Astrophysics. A New Approach" (2005) und "Physikalische Mythen auf dem Prüfstand" (2014).
Kundt äußert in seinen Publikationen seit 1978 zunehmend Zweifel an der Existenz Schwarzer Löcher. Er behauptet, sie seien ein wissenschaftlicher Irrtum. Würden sie existieren, so hätten sie uns schon längst verschlungen. Vielmehr handle es sich bei den Zentralquellen in den großen Galaxien um wasserstoffreiche, nuklear-brennende Plasmascheiben. Er nennt sie Burning Discs (BD). Dies bekräftigte er zuletzt in zwei Interviews, die Alexander Unzicker im Rahmen seiner Reihe „Real Physics Talk“ mit ihm geführt hatte und in seinem im Jahr 2018 veröffentlichten Aufsatz „Sgr A*, the best-sampled of all AGN ?“", in dem er seine Überzeugung wissenschaftlich begründet.
Eine völlig neue Hypothese stellte Wolfgang Kundt 1999 zum Tunguska-Ereignis auf der Basis von Arbeiten von Andrei Olchowatow auf, wonach es sich bei dieser Katastrophe um einen vulkanischen Ausbruch handelte. 10 Megatonnen Erdgas seien infolge eines Überdrucks mit explosiver Kraft ausgetreten, charakteristisch für einen Kimberlit-Schlot; dadurch entstanden u. a. kleine Eiskristalle in der Hoch-Atmosphäre und reflektierten das Sonnenlicht, was nach Kundt die beobachteten weltweiten atmosphärischen Auswirkungen der Tunguska-Katastrophe erklärt. Diamantenlagerstätten wie die in Sibirien werden geologisch mit Kimberlit-Schloten in Verbindung gebracht.
Wie bereits oben erwähnt, gehören astrophysikalische Jets zu den Schwerpunkten seiner wissenschaftlichen Arbeit. Bereits 2004 gelang ihm zusammen mit Gopal Krishna, Schüler des Radioastronomen Govind Swarup, eine einheitliche, analytische Beschreibung aller Jet-Sorten, unabhängig von ihrer Größe, unabhängig vom Empfang optischer und/oder Röntgen-Emissionslinien, nur ganz selten mit Verzweigungen, in fast druckfreien, bisweilen aber auch extremen Hochdruckgebieten des Kosmos, beginnend mit Überschallgeschwindigkeit, oft aber auch in den Unterschallbereich wechselnd.
Er ist seit 1966 verheiratet und hat eine Tochter und einen Sohn.

## Schriften (Auswahl)
- Astrophysics. A Primer. Springer, Berlin u. a. 2001, ISBN 3-540-41748-6 (2. Auflage als: Astrophysics. A New Approach. ebenda 2005, ISBN 3-540-22346-0).
- als Herausgeber: Neutron Stars and their Birth Events (= NATO ASI Series. C: Mathematical and Physical Sciences. 300). Kluwer, Dordrecht u. a. 1990, ISBN 0-7923-0596-5.
- Kosmische Überschallstrahlen. In: Rheinisch-Westfälische Akademie der Wissenschaften. Natur-, Ingenieur- und Wirtschaftswissenschaften. Vorträge. N 359, 1988, ISSN 0066-5754, S. 7–28.
- als Herausgeber: Astrophysical Jets and their Engines (= NATO ASI Series. C: Mathematical and Physical Sciences. 208). Reidel, Dordrecht u. a. 1987, ISBN 90-277-2548-9.
- als Herausgeber: Physik des Sonnensystems und der Kometen (= Studium Universale. Bd. 6). Bouvier, Bonn 1985, ISBN 3-416-04006-6.
- mit Jürgen Ehlers: Exact solutions of gravitational field equations. In: Louis Witten (Hrsg.): Gravitation. An Introduction to Current Research. Wiley, New York u. a. 1962, S. 49–101.
- mit Ole Marggraf: Physikalische Mythen auf dem Prüfstand. Eine Sammlung begründeter Alternativtheorien von Geophysik über Kosmologie bis Teilchenphysik, Springer 2014, ISBN 978-3-642-37705-1
- mit Ole Marggraf, Hans Baumann und Christoph Hillemanns: Physikalische Mythen auf dem Prüfstand. Eine Sammlung begründeter Alternativtheorien von Geophysik über Kosmologie bis Teilchenphysik, Rediroma-Verlag 2023 (überarbeitete und erweiterte 2. Ausgabe), ISBN 978-3-98527-906-7
- Jets from Stars and Burning Disks - The SS 433 System - Our Galactic Center - Epilogue, in: W. Kundt (Hrsg.), Jets from Stars and Galactic Nuclei, Lecture Notes in Physics 471, Springer 1996, S. 1–18, 140–144, 265–270, 284–287.